# آرزو (زن سلم)
آرزو زن سلم است. فریدون پادشاه پیشدادی ایران که سه پسر داشت، سه دختر سرو شاه یمن را برای پسرانش به زنی گرفت. از میان این سه دختر آرزو که بزرگ‌تر بود زن سلم اولین پسر فریدون شد.

## آرزو در شاهنامه
آرزو یکی از دختران شاه یمن است، فریدون پس از نشستن بر تخت پادشاهی زمان طولانی بدون منازعه بر هفت کشور یا اقلیم فرمان میراند. اوایل سلطنت متحد فریدون سرو شاه یمن است گاهی نیز به عنوان وزیر فریدون از او یاد می‌گردد ولی زمانیکه خواست برای سه فرزندش همسران مناسب برگزیند جندل را به اکتشاف و تجسس به میان هفت قوم یا کشور فرستاد. جندل گزینه مناسب را سه دختر سرو شاه یمن دانست:
| بنام پری‌چهـرگان روز و شب |  | کنون بر گشایم به شادی دولب |
| زن سلم را کرد نام آرزوی  |  | زن تور را ماه آزاده خوی    |
| زن ایرج نیک‌پی را سهی     |  | کجا بد به خوبی سهیلش رهی   |